# Charlott Daudert
Charlott Daudert, född 27 december 1913 i dåvarande Königsberg, död 19 januari 1961 i Monte Carlo, var en tysk skådespelare. Hon medverkade under 1930-talet, 1940-talet och 1950-talet i över 70 tyska filmer, ofta i större biroller.

## Filmografi, urval
- 1934 – Csardasfurstinnan
- 1935 – April, April!
- 1939 – Första försöket
- 1940 – Min flicka bor i Wien
- 1953 – Glöm inte kärleken